# Stazione di Sassinoro
La stazione di Sassinoro era la fermata ferroviaria della linea Benevento-Campobasso al servizio del comune di Sassinoro, ma sita nel territorio comunale di Morcone.

## Storia
La fermata, inaugurata nel 1939, si trova sulla ferrovia Benevento-Campobasso. Ha sempre avuto rilevanza locale ed è stata soppressa prima negli anni 2000, venendo ciononostante munita di una pensilina nello stesso periodo, poi riattivata dal giugno 2007 e nuovamente soppressa nel 2013, con la sospensione del regolare traffico viaggiatori sulla linea.
La linea su cui è situata è stata riattivata dal 2017 per soli usi turistici.

## Strutture e impianti
La fermata era priva di fabbricato viaggiatori, era dotata solo del singolo binario per il transito dei treni, del marciapiede e di una pensilina, tuttora visibile.

## Movimento
La fermata, situata a circa 4 km dal comune servito nei pressi di una strada provinciale, non ha mai avuto molto traffico, anche quando, prima del successo del trasporto su gomma, il treno era il mezzo più veloce per raggiungere il capoluogo provinciale. Nel 2012, pochi mesi prima della sospensione della linea al regolare servizio viaggiatori, era servita da 3 treni al giorno.